# Грлинці
Грлинці (словен. Grlinci) — поселення в общині Юршинці, Подравський регіон‎, Словенія.